# Sveriges nationella förbund
Sveriges Nationella Förbund (SNF) var en högerradikal politisk organisation i Sverige som grundades 1915. Organisationen, som ursprungligen bildats som ett ungdomsförbund till Högerpartiet, kom med tiden att utvecklas i en allt mer pronazistisk riktning och periodvis samarbetade man med nationalsocialistiska grupper. SNF gav även ut den protyska dagstidningen Dagsposten som efter 1950 fortsattes av en politisk veckotidning med namnet Fria Ord.
SNF var – genom avhopp från Högerpartiet – representerat av tre ledamöter i riksdagens andra kammare 1934–1936, vilket var enda gången en öppet pronazistisk fraktion haft representation i Sveriges riksdag. Efter andra världskriget upphörde SNF de facto att verka som ett politiskt parti och antog snarare formen av intresseorganisation. År 1973 ombildades SNF officiellt från parti till "idépolitisk förening".

## Ideologi

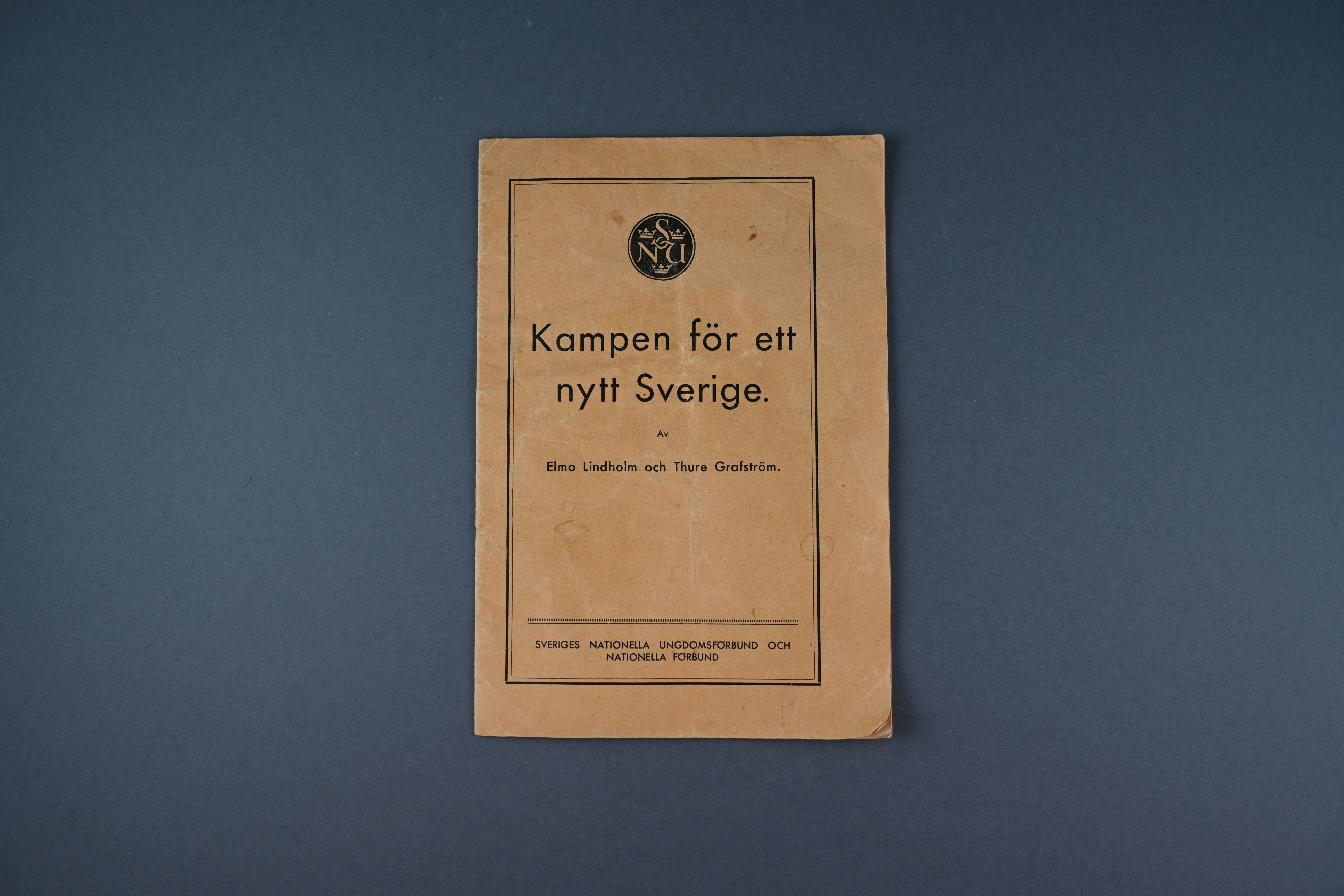
Broschyr från SNU och SNF med titeln 'Kampen för ett nytt Sverige', tryckt 1934, vilken uppmanar till kamp mot socialism, kommunism och ekonomisk liberalism för att istället främja nationell samling.

Pingsten 1938 antog SNF ett partiprogram där de benämnde förbundet som korporativt, nysvenskt, radikalt, nationalistiskt och socialistiskt. De främlingsfientliga, antisemitiska dragen var påfallande: i Nationell Tidning kunde man 4 mars 1939 läsa att "Bakom de blågula folkhemsfraserna grinar den judiska internationalismen". Redan tidigt förklarades SNF:s rasistiska politik: att skydda den svenska folkstammen mot mindervärdiga raselement. En annan fråga förbundet drev under mellankrigstiden var ett svenskt utträde ur Nationernas Förbund. 
Bland utomstående bedömare finns det skilda uppfattningar om hur SNF bör betecknas. Journalisterna Lodenius och Larsson säger att SNF "inte (...) var ett traditionellt nazistparti", men att det ändå fanns pronazistiska och antisemitiska drag. Idéhistorikern Lena Berggren menar att SNF bör betecknas som radikalkonservativt, medan fascismforskaren Roger Griffin kallar partiet för en chauvinistisk grupp.

## Historia

### Sveriges nationella ungdomsförbund

#### Grundande
Sveriges Nationella Förbund grundades 16 oktober 1915 på hotell Kronprinsen i Stockholm under namnet Sveriges Nationella Ungdomsförbund (SNU) och blev med tiden i praktiken ett fristående ungdomsförbund till Allmänna Valmansförbundet (nuvarande Moderaterna). 
Under 20-talet växte Sveriges Nationella Ungdomsförbund kraftigt från cirka 4 000 medlemmar år 1927 till omkring 24 000 medlemmar och var mycket aktivt i det så kallade kosackvalet 1928. Under denna kampanj växte ett närmare samarbete fram mellan Allmänna Valmansförbundet och Sveriges Nationella Ungdomsförbund. Relationen på nationell nivå blev dock allt sämre i början av 30-talet. Arvid Lindmans och Allmänna Valmansförbundets strävanden att samla och organisera högerrörelsen in under ett paraply hamnade i konflikt med SNU:s vilja att vara en mer självständig politisk rörelse.

#### "Fria Högern" i Stockholm
Situationen blev akut när ledande SNU:are gick fram med en separat lista, den fria högern, i samband med kommunalvalen i Stockholm 1931. Konflikten var då främst organisatorisk och drevs till viss mån av personkonflikter. En stor skara yngre högermän under ledning av SNU:s ordförande Arne Forssell ansåg att högern inte i tillräckligt hög grad släppte fram yngre och mer engagerade krafter på sina listor. Allmänna valmanförbundet i sin tur önskade att SNU skulle gå mot att bli ett mer ordinarie ungdomsförbund till Allmänna Valmansförbundet genom att i stadgarna skriva in en övre åldersgräns på 35 år för medlemskap i organisationen och i stadgans målparagraf skriva in att organisationen hade som mål att rekrytera ungdomar till högern. 
Konflikten i Stockholm ledde till att Forssell tvingades lämna ordförandeposten och ersattes av Ivar Anderson som tillförordnad ordförande. Under ett års tid försökte han hålla ihop SNU och hålla kvar SNU som en närstående organisation till Allmänna Valmansförbundet. Hans försök misslyckades dock och istället stärkte den högerradikala falangen inom SNU sin ställning genom valet av Elmo Lindholm till ordförande 1932. SNU fortsatte att expandera under tidigt 30-tal och hade 35 460 medlemmar före kommunalvalen 1931.

#### Radikalisering
Radikaliseringen av SNU och framförallt dess studentsektion och Stockholmsavdelning ledde till att Föreningen Heimdal (som efter viss tvekan anslutit sig till SNU efter kosackvalet 1928) lämnade SNU 1932 och att den mot Allmänna Valmansförbundet lojala organisationen Konservativ ungdom bildades i Stockholm 1933 under ledning av Jarl Hjalmarson.
Elmo Lindholm var starkt inspirerad av den så kallade lundakonservatismen och försökte utveckla SNU i national- och socialkonservativ riktning genom bland annat sina ledare i Nationell Tidning (tidigare Nationell Tidskrift). Med tiden blev flera av de ledande – såväl inom styrelsen som anställda ombudsmän och redaktörer – inom SNU allt mer imponerade av de fascistiska och nazistiska rörelserna på kontinenten. Detta tog sig uttryck i att förbundet i mars 1933 bildades en egen "kamporganisation", med uniform bestående av en stålgrå skjorta, blå slips och blå armbindel. Kårchef var kaptenen och riksdagsledamoten Alf Meyerhöffer.

### Sveriges nationella förbund
Skärpningen av SNU:s ståndpunkter ledde till skarpa reaktioner hos Allmänna Valmansförbundet som ogillade förbundets tendenser till anti-parlamentarism och korporatism. 1934 bröt SNU således samarbetet med Allmänna valmansförbundet och antog därefter namnet Sveriges Nationella Ungdomsförbund och Förbund. Som reaktion bildade Allmänna valmansförbundet den egna ungdomsorganisationen Ungsvenskarna dit Konservativ ungdom anslöts. Ett flertal av SNU:s lokalavdelningar och distrikt, däribland Göteborgsavdelningen, valde samtidigt att säga upp relationen med moderförbundet och istället begära anslutning till Ungsvenskarna. Samtidigt valde tre riksdagsledamöter att ansluta sig till SNU och bildade en egen riksdagsgrupp, Nationella gruppen. Dessa var ovan nämnde kapten Alf Meyerhöffer, stationsskrivaren Gösta Jacobsson och lantbrukaren John Gustafsson. Kommunalvalen 1935, då förbundet tog runt 70 mandat, blev förbundets enda verkliga valframgång. 1935 bytte man åter namn, denna gång till Sveriges Nationella Förbund. Den antisemitism, som tidigare hade funnits i bakgrunden, blev nu en skönjbar linje i partiets profil. Vid 1930-talets mitt uppgavs medlemsantalet till cirka 40 000.

#### Sammanslagning och delning
Från mitten av 1930-talet anslöt sig flera organisationer till SNF, däribland den lilla tyskvänliga organisationen Nationella Arbetsförbundet och ungdomsorganisationen Svensk Front under ledning av Bengt-Olov Ljungberg. Efter valbakslaget 1936 med 31 015 röster och tre förlorade mandat började SNF mer tydligt driva mot fascismen, och 10 oktober 1937 slogs förbundet samman med Per Engdahls organisation Riksförbundet Det nya Sverige. Pingsten 1938 antog SNF ett partiprogram där organisationen benämndes som bland annat "nysvenskt" och "korporativistiskt". 1939 började förbundet bygga upp en ungdomsorganisation vid namn Nationell Ungdom upp, med amanuensen Harald Ljungström som ledare. 
År 1940 genomförde SNF en konferens tillsammans med representanter från bland annat det svenska nazistpartiet Svensk Socialistisk Samling i syfte att skapa ett samarbete partierna emellan. Engdahl bröt 1941 med SNF och startade Svensk Opposition (SO). Med sig från SNF tog han då flera ledande personligheter (däribland Ljungberg) och stora delar av ungdomsförbundet. Det är inte känt hur många av de då 10 000 medlemmar (4 700 enligt andra uppgifter) som SNF påstod sig ha, som följde Engdahl.
Med den styrelse som tillträdde hösten 1940 fick en av franska filosofer inspirerad konservatism – främst företrädd inom de sydsvenska föreningarna – vika till förmån för en uppslutning kring en på den tyska nationalsocialismen kopierad svensk nationalism. 1 december 1941 började förbundet med tysk hjälp ge ut tidningen Dagsposten. Samma år valdes Rütger Essén till ordförande, en post han kom att inneha fram till sin död 1972.

#### Efterkrigstiden
Efter andra världskriget gick det under Esséns ledning utför med partiet. År 1946 hade visserligen SNF tre mandat i Helsingborg, men hela avdelningen uppgick så småningom i Högerpartiet. SNF slutade att verka som parti och förbundets främsta verksamhet kom att bli utgivningen av tidningen Dagsposten, vilken 1952 omvandlades till tidskriften Fria Ord. Under efterkrigstiden gjorde sig SNF istället ökänt genom att skapa ett flertal frontorganisationer varifrån utåtriktad verksamhet bedrevs, exempelvis Narvaförbundet, Stiftelsen för mänskliga rättigheter i Östeuropa och Svensk-Chilenska Sällskapet. Förbundet har även sysslat med entrism i Kristen Demokratisk Samling, huvudsakligen genom S:t Michaelsorden. 1973 ombildades SNF från parti till en "idépolitisk förening".
I slutet av 1970-talet anslöt sig SNF till World Anti-Communist League, och genom dåvarande ordföranden Åke Lindsten fanns förbundet representerat på två av organisationens världskongresser.

#### Splittring och upplösning
År 1980 gick SNF och Nysvenska Rörelsen åter samman men splittrades igen redan 1982. Senare under 80-talet slets förbundet sönder av inre stridigheter och en av fraktionerna är idag ansluten till Gary Laucks NSDAP/AO. SNF existerar fortfarande men gör inte mycket väsen av sig. En av anledningarna till att SNF finns kvar är att man kan få pengar från Carlbergska stiftelsen. Några pengar har dock inte betalats ut på flera år på grund av att det finns (minst) tre organisationer som kallar sig SNF och man inte vet vilket som är det "riktiga" SNF.

## Ordförande
- 1915-1916: Karl Hildebrand
- 1916-1917: Johannes Kolmodin
- 1917-1919: S.O. Wijkman
- 1919-1920: Mårten Liander
- 1920-1922: Erik Fahlbeck
- 1922-1923: Teodor Holmberg
- 1923-1927: Sven A. Lovén
- 1927-1931: Arne Forssell
- 1931-1932: Ivar Anderson, tillförordnad ordförande
- 1932-1940: Elmo Lindholm
- 1940: Sven-Erik Sandström, 1:e vice ordförande Per Engdahl, 2:e vice ordförande A. Carlsson
- 1941: Sven-Erik Sandström, 1:e vice ordförande Rütger Essén, 2:e vice ordförande A. Carlsson
- 1941-1972: Rütger Essén
- 1972-1977: Werner Öhrn
- 1978-1980: Åke Lindsten
- 1980-1982: Per Engdahl
- 1982-1993: Åke Lindsten, Ulf Hamacher, Lars-Göran Hedengård (ledarstrid med oklara förhållanden)
- 1993-1996: Lennart Nyberg[1]